# Nørholm (Aalborg Kommune)
 For alternative betydninger, se Nørholm. (Se også artikler, som begynder med Nørholm)
Nørholm er en landsby i Himmerland med 259 indbyggere  (2024), beliggende 12 km. vest for Aalborg. Byen ligger i Region Nordjylland og hører til Aalborg Kommune. Nørholm er beliggende i Nørholm Sogn.
Omkring Nørholm er der gjort en del arkæologiske fund.